# Modelo atómico de Sommerfeld
El modelo atómico de Sommerfeld es un modelo atómico hecho por el físico alemán Arnold Sommerfeld (1868-1951). Este modelo es una generalización del modelo atómico de Bohr desde un punto de vista relativista.

## Insuficiencias del modelo de Bohr
El modelo atómico de Bohr funcionaba muy bien para el átomo de hidrógeno sin fallas, sin embargo, en los espectros realizados para átomos de otros elementos se observaba que los electrones de un mismo nivel energético tenían distinta energía, mostrando que existía un error en el modelo. Su conclusión fue que dentro de un mismo nivel energético existían subniveles, es decir, energías ligeramente diferentes. Además desde el punto de vista teórico, Sommerfeld había encontrado que en ciertos átomos las velocidades de los electrones alcanzaban una fracción apreciable de la velocidad de la luz. Sommerfeld estudió la cuestión para electrones relativistas.

## Características del modelo

Órbitas elípticas en el modelo de Sommerfeld.

En 1916, Sommerfeld perfeccionó el modelo atómico de Bohr intentando paliar los dos principales defectos de este. Para eso introdujo dos modificaciones básicas: órbitas casi elípticas para los electrones y velocidades relativistas. En el modelo de Bohr los electrones solo giraban en órbitas circulares. La excentricidad de la órbita dio lugar a un nuevo número cuántico: el número cuántico azimutal, que determina la forma de los orbitales, se le representa con la letra L y toma valores que van desde 0 hasta n-1. Las órbitas son:
- L = 0 se denominarían posteriormente orbitales s o sharp
- L = 1 se denominarían p o principal.
- L = 2 se denominarían d o diffuse.
- L = 3 se denominarían f o fundamental.

Para hacer coincidir las frecuencias calculadas con las experimentales, Sommerfeld postuló que el núcleo del átomo no permanece inmóvil, sino que tanto el núcleo como el electrón se mueven alrededor del centro de masas del sistema, que estará situado muy próximo al núcleo al tener este una masa varios miles de veces superior a la masa del electrón.
Para explicar el desdoblamiento de las líneas espectrales, observado al emplear espectroscopios de mejor calidad, Sommerfeld supuso que las órbitas del electrón pueden ser circulares y elípticas. Introdujo el número cuántico secundario o azimutal, en la actualidad llamado l, que tiene los valores 0, 1, 2,…(n-1), e indica el momento angular del electrón en la órbita en unidades de {\displaystyle {\frac {h}{2\pi }}}, determinando los subniveles de energía en cada nivel cuántico y la excentricidad de la órbita.

### Resumen
En 1916, Arnold Sommerfeld, con la ayuda de la teoría de la relatividad de Albert Einstein, hizo las siguientes modificaciones al modelo de Bohr:
1. Los electrones se mueven alrededor del núcleo, en órbitas circulares o elípticas.
2. A partir del segundo nivel energético existen uno o más subniveles en el mismo nivel.
3. El electrón es una corriente eléctrica minúscula.

Aunque no pudo demostrar las formas de emisión de las órbitas elípticas, solo descartó su forma circular.
| Predecesor: Modelo atómico de Bohr | Modelo atómico de Sommerfeld 1916-1924 | Sucesor: Modelo atómico de Schrödinger |